# Сокол (район на Москва)
Вижте пояснителната страница за други значения на Сокол.
Сокол е административен район на Северен окръг в Москва.